# Arturo Menéndez López
Arturo Menéndez López (1893 – 1936) fue un militar español que destacó durante el período de la Segunda República.

## Biografía
Hijo de militar, seguiría también los pasos de su padre al igual que sus hermanos Leopoldo y Emilio, que también estarían muy relacionados con el ámbito castrense.
Hizo carrera militar y llegó al rango de capitán de artillería. A finales de 1930 formó parte de la conspiración republicana contra la Monarquía.
Tras la proclamación de la Segunda República, se convirtió en jefe superior de policía en Barcelona. En 1932 fue nombrado director general de Seguridad por el gobierno de Manuel Azaña. Al frente de este puesto tuvo un destacado papel durante «la Sanjurjada», logrando desactivar la intentona golpista. Sin embargo, su imagen quedó tocada tras los Sucesos de Casas Viejas y hubo de dimitir por la enorme presión a la que se vio sometido. Cuando Menéndez envió un grupo Guardias de Asalto al mando del capitán Rojas para que acabara con la insurrección, ordenó a Rojas que abriera fuego «sin piedad contra todos los que dispararan contra las tropas».
En mayo de 1936 fue nombrado Comisario del Estado en la Compañía Nacional de los Ferrocarriles del Oeste. Cuando el 18 de julio se produjo el golpe de Estado contra la República, Menéndez López se encontraba de viaje en el Expreso Barcelona-Madrid. A la altura de Calatayud el tren fue detenido por las fuerzas rebeldes y Menéndez López quedó apresado. Reconocido militar izquierdista, posteriormente sería trasladado a retaguardia y fusilado.